# كريتو
كريتو (باليونانية: Κρίτων)‏ هو حوار للفيلسوف الإغريقي أفلاطون. وهو محادثة بين سقراط وصديقه الثري كريتو بشأن العدالة (δικαιοσύνη) والظلم (ἀδικία) والرد المناسب على الظلم. يعتقد سقراط أن الظلم لا ينبغي أن يجابه بالظلم، ويرفض عرض كريتو لتمويل هروبه من السجن. يحتوي هذا الحوار على بيان قديم لنظرية العقد الاجتماعي للحكومة.